# 2023年4月20日日食
2023年4月20日日食是一次全環食，發生於2023年4月20日（西半球部分區域為4月19日）。新月當天（即朔日），地球上觀測到月球和太阳的角距離極小，此時月球如果恰好在月球交點附近，穿過太阳和地球之間，與地球、太阳接近一直線，則會出現日食。月球穿過太阳和地球之間，本影末端與地表距離很小時，由於地表呈弧形，食帶中心附近地表被本影覆蓋，形成日全食，而食帶中心較遠的區域內本影未能接觸地表，使地表被偽本影覆蓋，形成日環食。這種同一次日食中先後出現全食和環食的稱為全環食。與單純的日全食和日環食類似，全環食的本影和偽本影兩側數千公里的半影範圍內也會形成日偏食。此次日環食只經過了極短的海洋，日全食經過了澳大利亚本土及其海外領地阿什莫尔和卡捷群岛、東帝汶、印尼，日偏食則覆蓋了亞洲東南部、大洋洲中西部及周邊部分地區。
另外，此次日食也正值恰逢伊斯蘭曆齋戒月的最後一天或第29天，農曆三月初一（第二殿楚江王神誕）以及二十四節氣之一穀雨。

## 日食概況

### 出現區域
此次日食發生時，法屬南部和南極領地以西約370公里的南印度洋洋面最先在日出時看到日環食，然後偽本影向東偏北方向移動約640公里後，旋即本影錐末端接觸地表，環食轉變為全食，本影穿過南印度洋，擦過澳大利亚西北角並經過澳大利亚海外領地阿什莫尔和卡捷群岛後，在東帝汶阿伊納羅區海岸以南約310公里的帝汶海達到最大食分。隨後本影繼續向東北移動，穿過東帝汶、印尼的部分島嶼，進入太平洋並逐漸轉向東南移動，在馬紹爾群島和吉爾伯特群島之間的洋面上本影錐末端離開地表，全食再次轉變為環食，偽本影繼續移動1100多公里後離開地表，在日落時分結束於豪蘭島西北約330公里的洋面。
澳大利亚在2023年至2038年的不到16年內將出現高於一般頻率的5次日全食，這是其中第一次。
此次偽本影僅劃過了南印度洋和太平洋上的兩段，陸地上看不到日環食。本影覆蓋範圍內能看到日全食，其中絕大部分也是海洋，陸地除澳大利亞西北開普半島的100多公里外也全是島嶼，依次包括：
- 本土：自西南向東北斜貫西澳大利亚州最西北端的西北開普半島（英语：North West Cape）後覆蓋了埃克斯茅斯灣（英语：Exmouth Gulf）西北部諸小島、巴羅島及其附近小島；
- 亞什摩及卡地爾群島；
- 东帝汶：馬努法希區東南部、馬納圖托區南部、維克克區除西北部外的大部分、包考區東半部、勞滕區除東部海岸外的絕大部分；
- 印度尼西亞：覆蓋马鲁古省的基薩爾島和西南群島中的基塔爾島（Kital）、毛波拉島（Maopora）、朱哈島（Djuha）、努斯勒爾群島（Nus Leur）、達馬爾島西北半部，瓦圖貝拉群島中的卡西烏伊島（Kasiui）中北部、瓦圖貝拉島（Watubela）、因加爾島（Ingar），戈龍群島東南端的馬納沃卡島（Manawoka）極東南角，此後自西南向東北斜貫西巴布亞省，覆蓋巴布亞省努姆島除西北角外的絕大部分及其東南緊鄰小島、亞彭島西部、艾拜島（Aibai）、比亞克島東南部、奧維島。[4][5]

除了上述狹窄的區域能看到日全食或日環食，月球半影覆蓋範圍內都能看到日偏食，包括馬斯克林群島、法屬南部和南極領地、赫德島和麥克唐納群島、馬來群島除蘇門答臘東北角外的絕大部分、馬來西亚、中南半島東南部、中国大陆海南中東部、廣東東部、港澳、福建東部、浙江東南角、臺灣、日本南部、澳大拉西亞除新西蘭南部外的大部分、美拉尼西亞島群、密克羅尼西亞島群、玻里尼西亞島群西部，及南極洲靠近印度洋的約三分之一。其中大部分地區都在國際日期變更線以西，在4月20日看到日食，其餘一小部分在4月19日看到日食。

### 基本參數
- 類型：全環食
- 食甚中心處（位於東帝汶阿伊納羅區海岸以南約310公里的帝汶海）資料：
  - 時間：2023年4月20日4:16:44.8
  - 地點：9°35.7′S 125°46.8′E / 9.5950°S 125.7800°E
  - 食分：1.0132（全環食帶內最大）
  - 本影寬度：49.0公里
  - 日全食持續時間：1分16.1秒
- 全食最長處資料：
  - 時間：2023年4月20日4:16:16
  - 地點：9°43′S 125°40′E / 9.717°S 125.667°E
  - 本影寬度：48.9公里
  - 日全食持續時間：1分16.1秒（全環食帶內最長）[7]

## 相片集

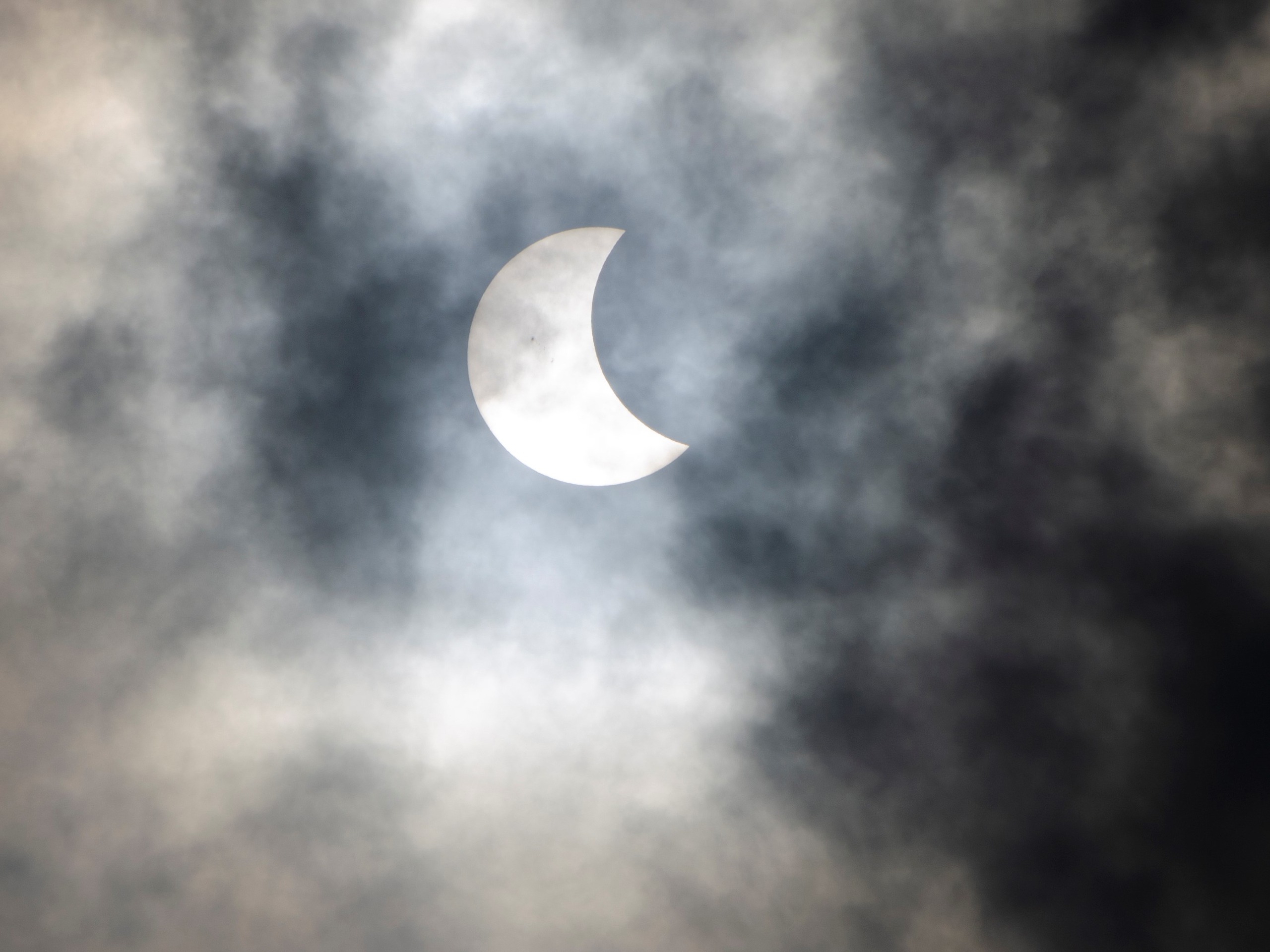
印度尼西亞雅加達，3:47 UTC
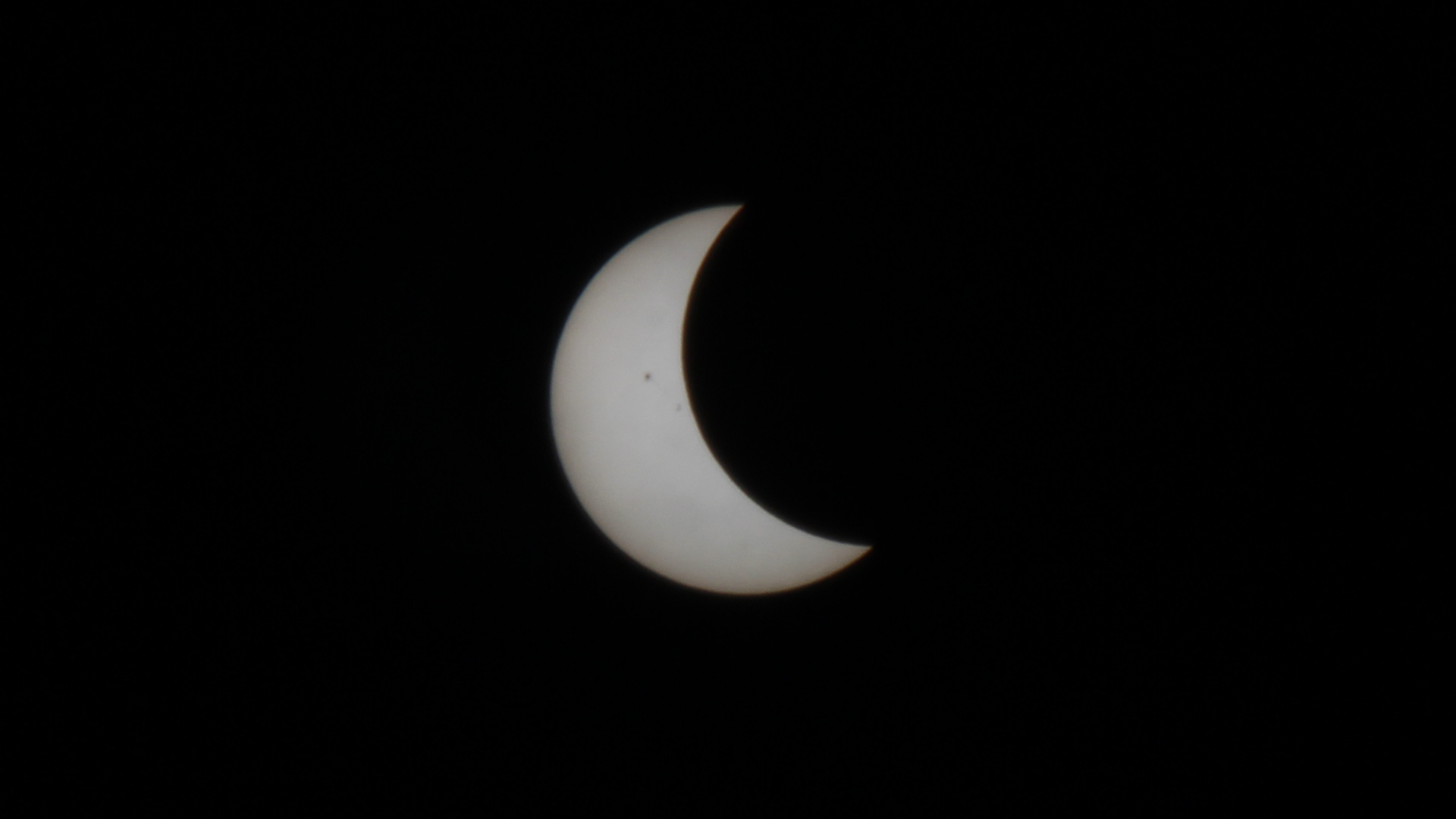
印度尼西亞馬吉丹縣（英语：Magetan Regency），3:51 UTC
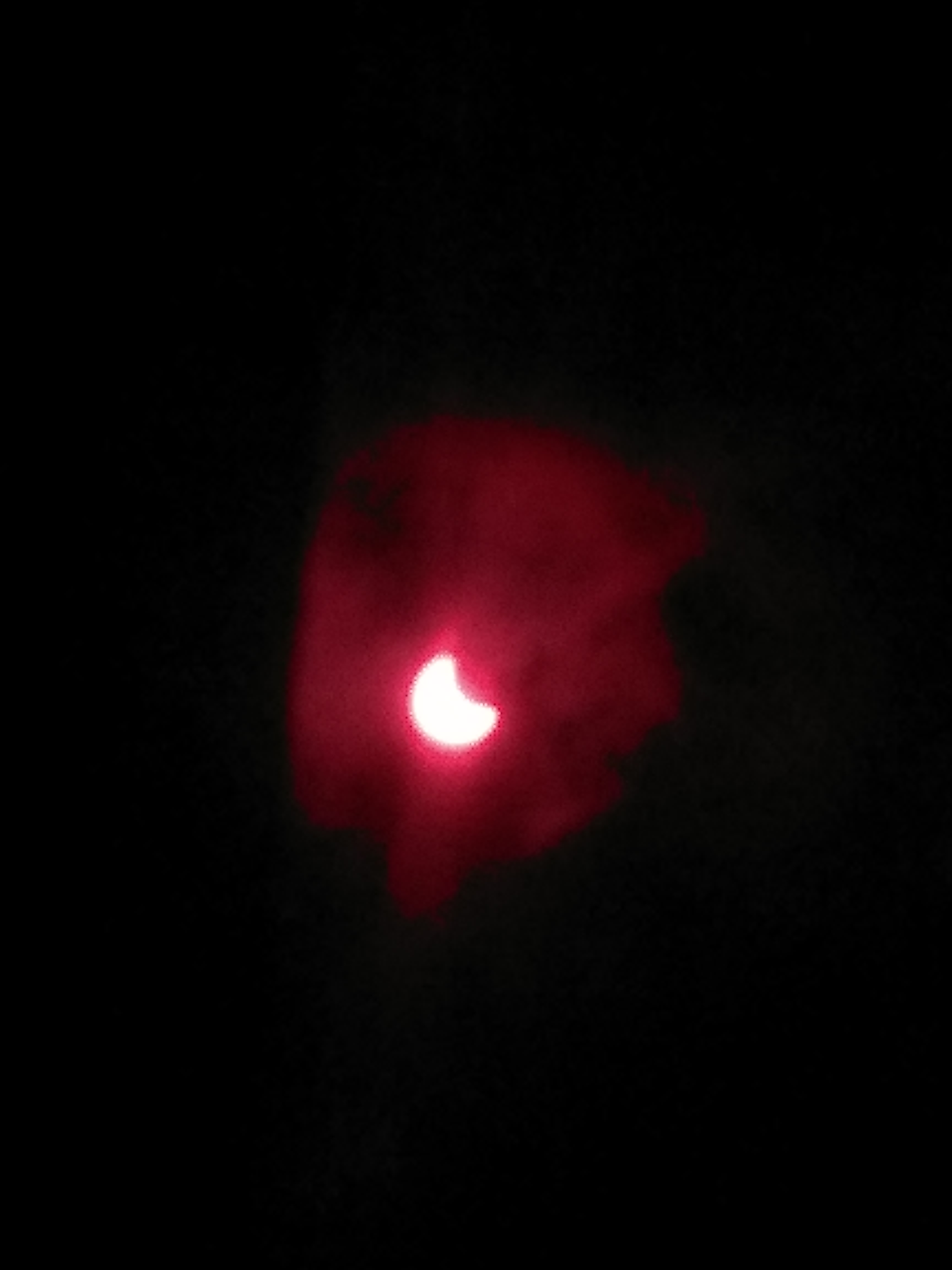
印度尼西亞帕朗卡拉亚，4:02 UTC
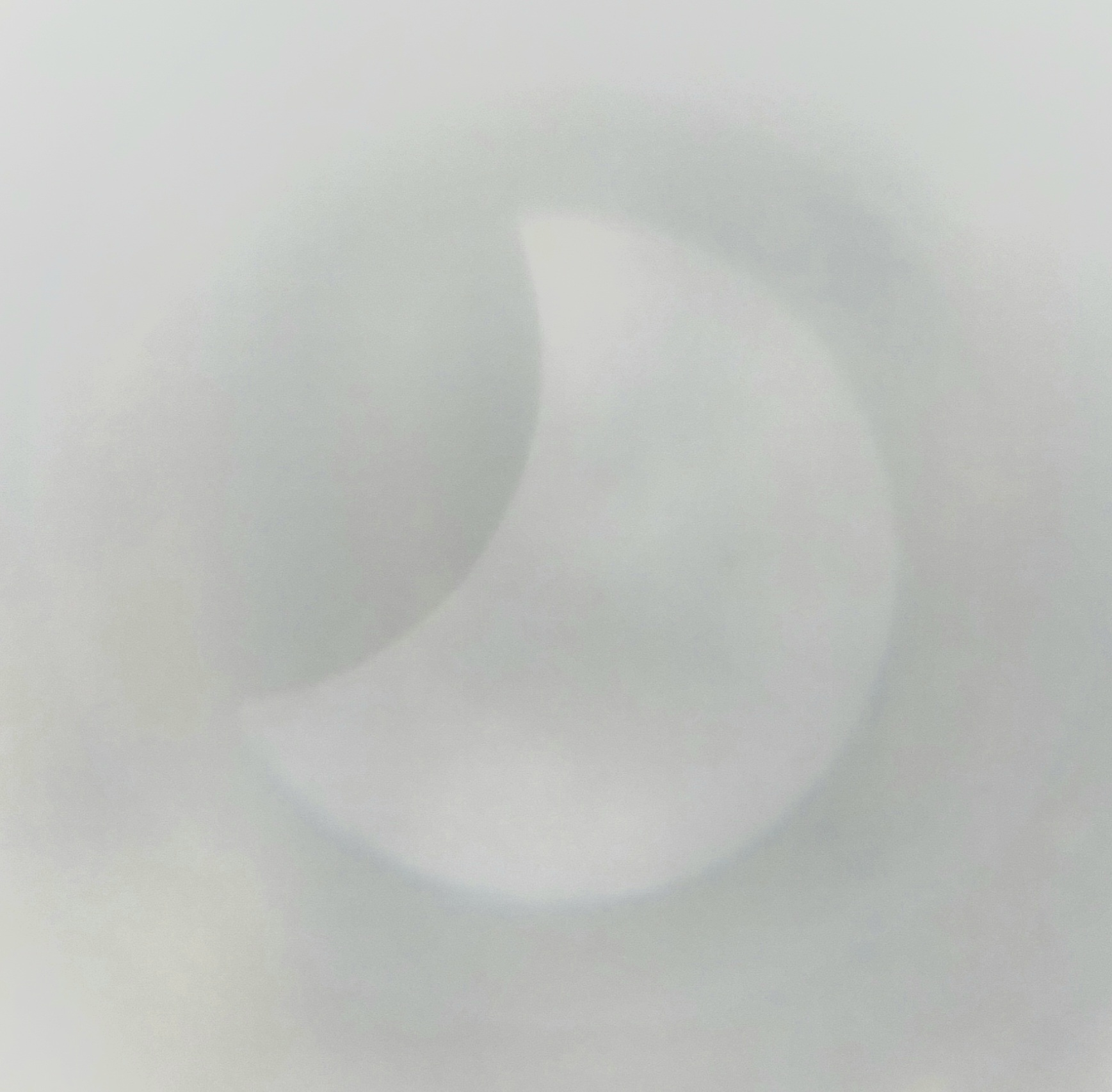
馬來西亞古晉市，4:13 UTC
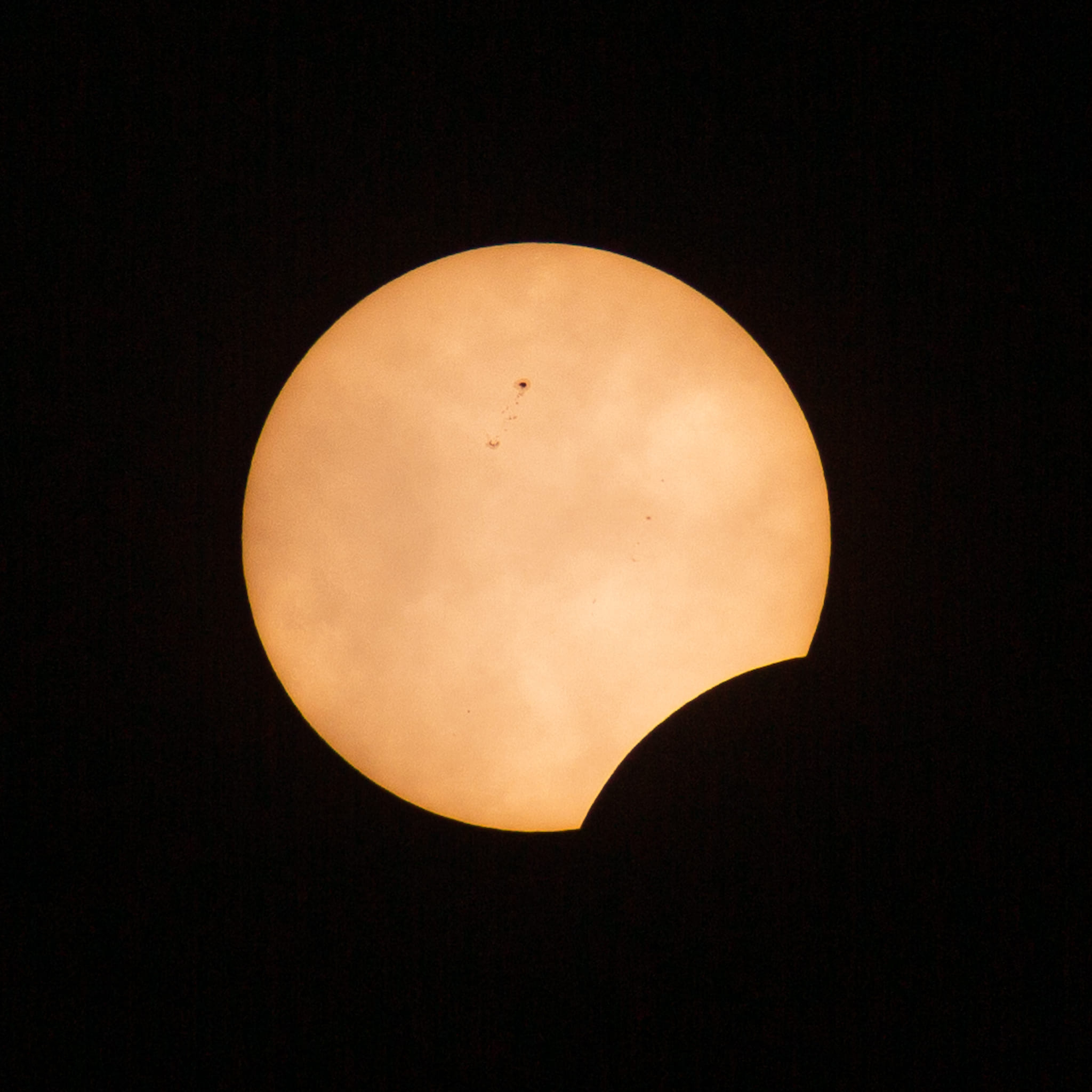
越南胡志明市，4:21 UTC
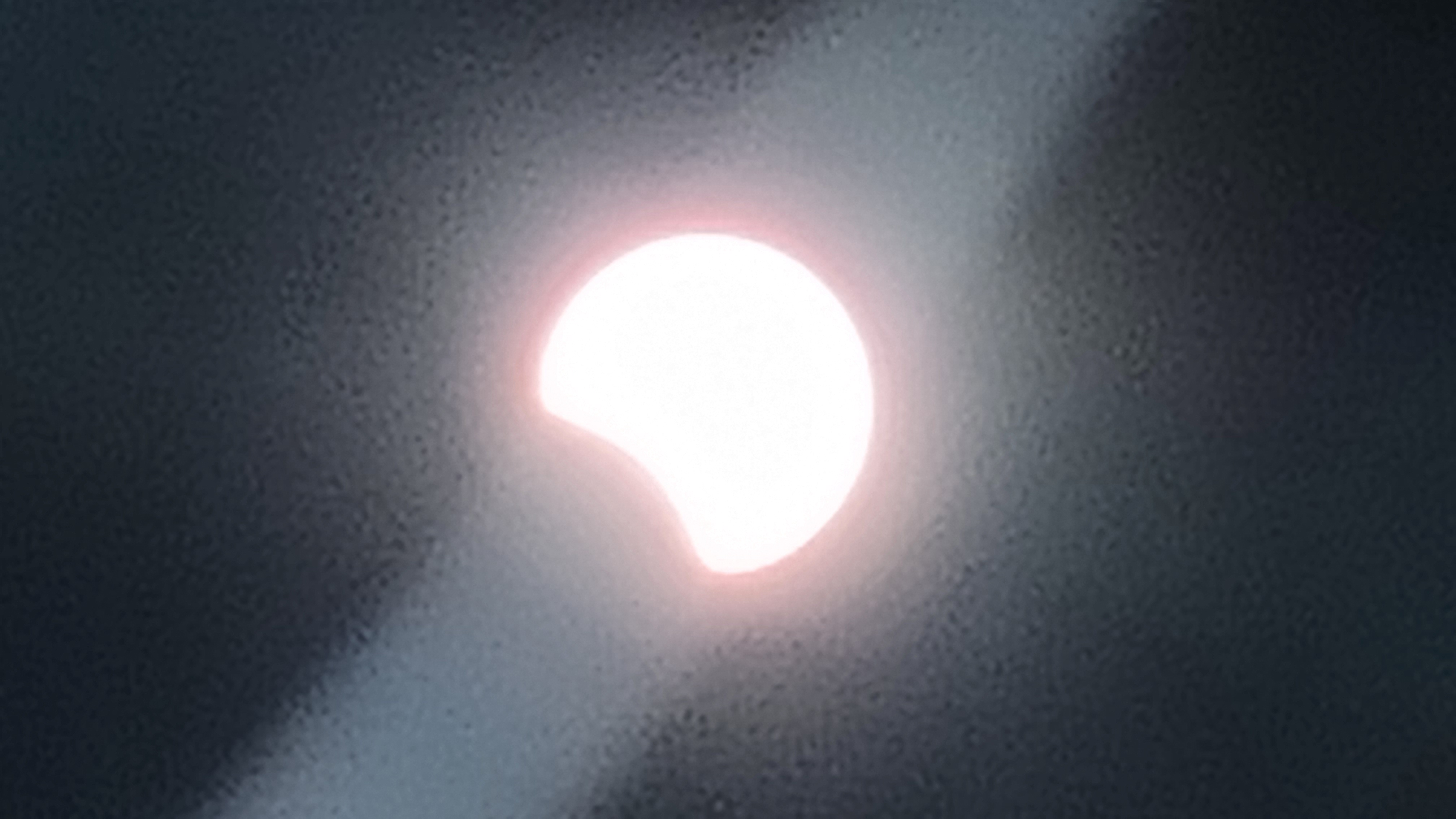
菲律賓圣费尔南多，4:50 UTC
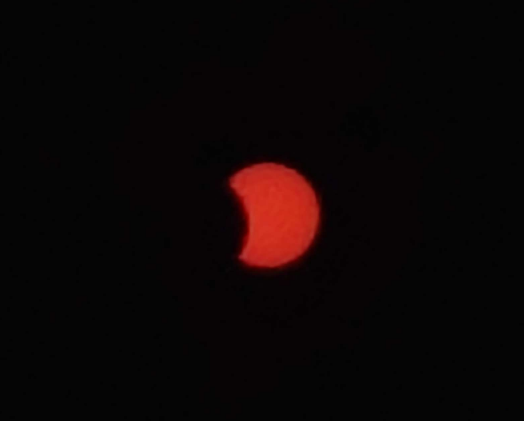
菲律賓馬加朗（英语：Magalang），4:55 UTC
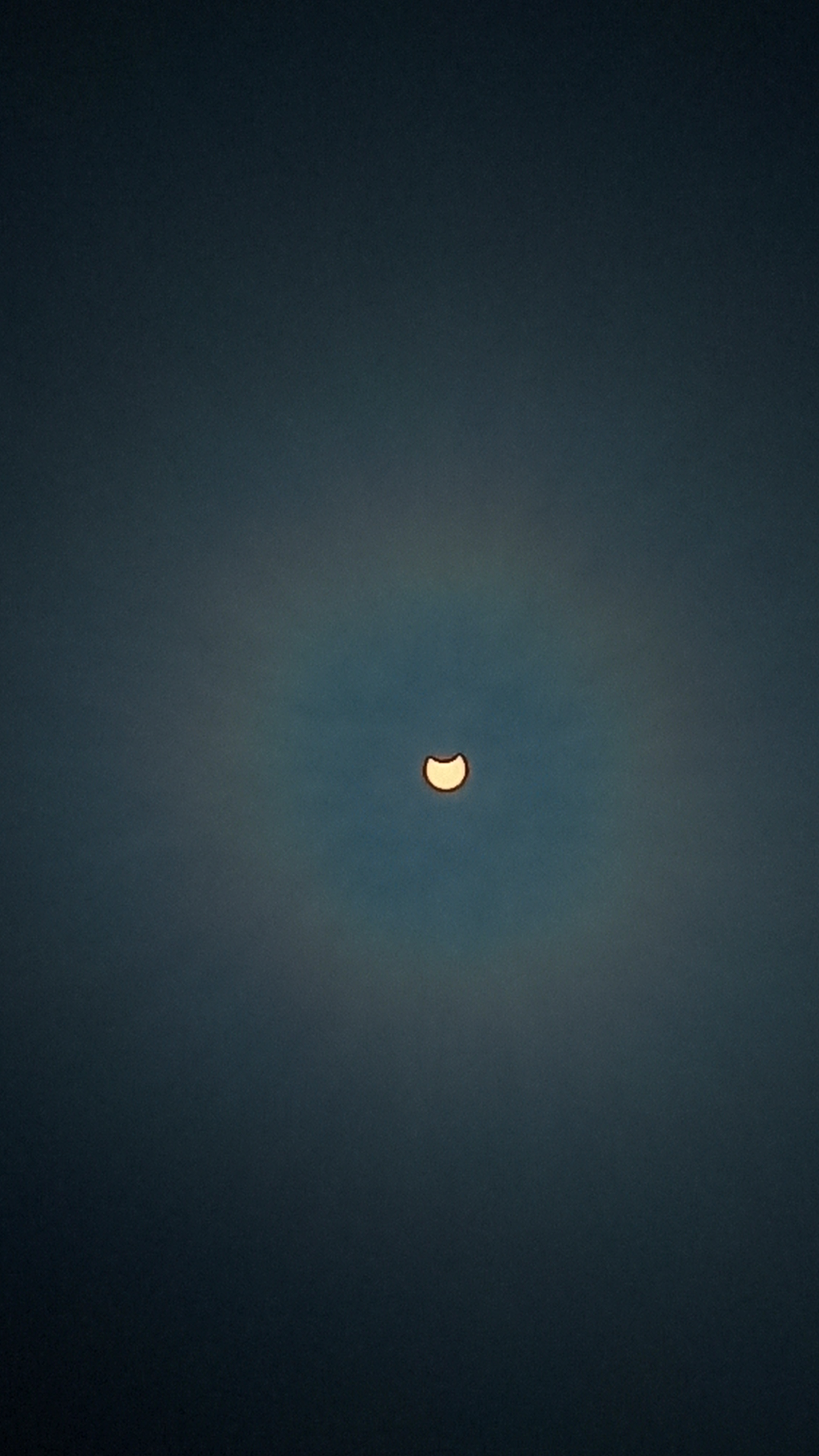
菲律賓聖荷西德孟特，4:55 UTC
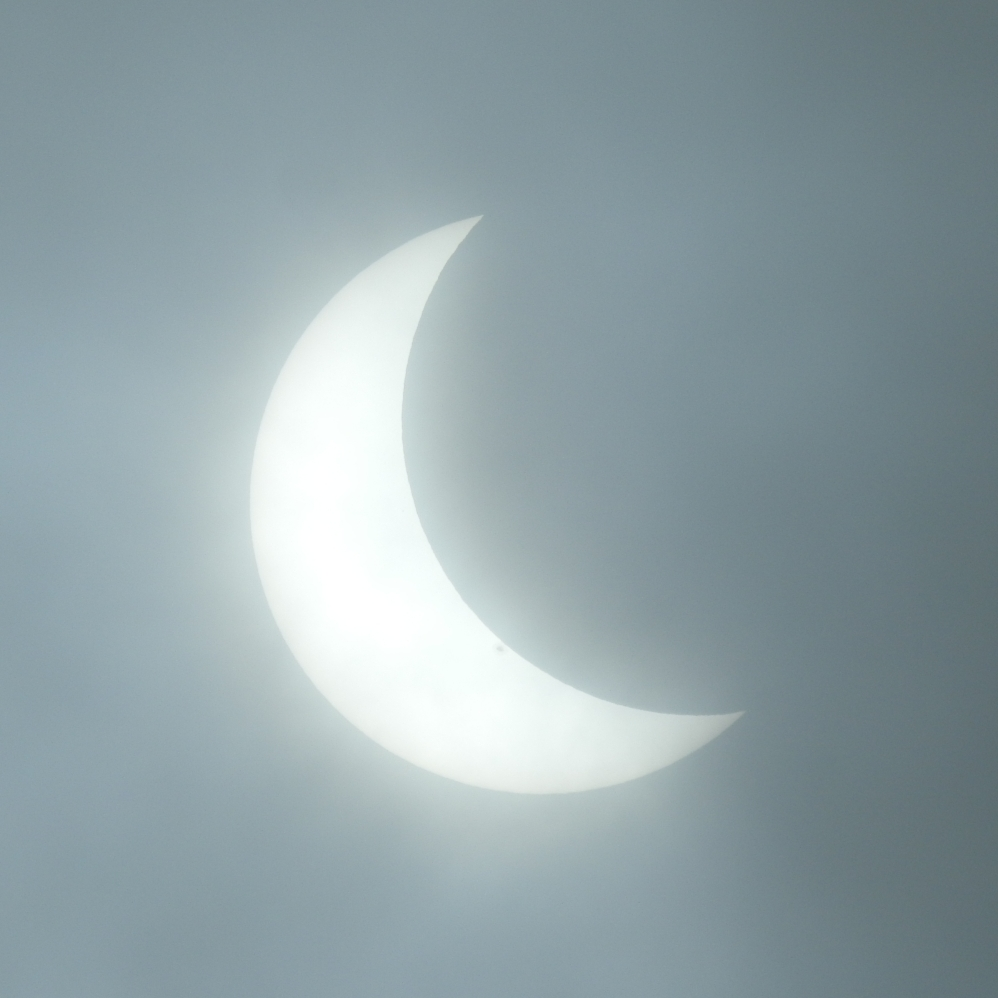
印度尼西亞比亞克島，5:25 UTC

## 相關的日食

### 2022-2025年的日食
月球交替位於相對的月球交點時，以半個交點年（食年），即約177天又4小時間隔出現下列日食。
| 日食列表  |           |           |           |           |           |           |           |           |           |           |           |
| 1997-2000 | 2000-2003 | 2004-2007 | 2008-2011 | 2011-2014 | 2015-2018 | 2018-2021 | 2022-2025 | 2026-2029 | 2029-2032 | 2033-2036 | 2036-2039 |

| 升交點                                    | 升交點                   |                            | 降交點                    | 降交點 |
| 沙羅周期                                  | 地圖                     | 沙羅周期                   | 地圖                      |        |
| 117 智利聖地亞哥的日偏食                  | 2022年4月30日 偏食（南） | 124 俄羅斯薩拉托夫的日偏食 | 2022年10月25日 偏食（北） |        |
| 129 發生於東帝汶的日全食現象              | 2023年4月20日 全環食     | 134 墨西哥坎佩切的日環食   | 2023年10月14日 環食       |        |
| 139 發生於美国,印第安纳波利斯的日全食現象 | 2024年4月8日 全食        | 144                        | 2024年10月2日 環食        |        |
| 149                                       | 2025年3月29日 偏食（北） | 154                        | 2025年9月21日 偏食（南）  |        |

### 沙羅週期
沙羅週期長度為18年11天。本次日食屬於沙羅週期129，共包含80次日食，依次為1103年10月3日至1446年4月26日的20次日偏食、1464年5月6日至1969年3月18日的29次日環食、1987年3月29日至2023年4月20日的3次全環食（亦稱混合食）、2041年4月30日至2185年7月26日的9次日全食、2203年8月8日至2528年7月26日的19次日偏食，總共歷時1424.38年。其中最長的全食發生於2131年6月25日，共持續了3分43秒。
下表列舉了1901年至2100年間發生的屬於該周期的日食，是第46至56次：
| 46            | 47            | 48            |
| ------------- | ------------- | ------------- |
| 1915年2月14日 | 1933年2月24日 | 1951年3月7日  |
| 49            | 50            | 51            |
| 1969年3月18日 | 1987年3月29日 | 2005年4月8日  |
| 52            | 53            | 54            |
| 2023年4月20日 | 2041年4月30日 | 2059年5月11日 |
| 55            | 56            |               |
| 2077年5月22日 | 2095年6月2日  |               |

## 資料來源
1. ↑  樊忠玉. . 中国天文科普网.   [2018-01-26]. （原始内容存档于2014-09-17）.
2. 1 2  Fred Espenak. . NASA Eclipse Web Site.   [2018-01-26]. （原始内容存档于2020-10-24）.（英文）
3. ↑  Fred Espenak. . NASA Eclipse Web Site.   [2018-01-26]. （原始内容存档于2020-12-28）.（英文）
4. ↑  Fred Espenak. . NASA Eclipse Web Site.   [2018-01-26]. （原始内容存档于2021-01-17）.（英文）
5. ↑  Xavier M. Jubier. .   [2018-01-26]. （原始内容存档于2018-01-26）.（法文）（英文）
6. ↑  Fred Espenak. . NASA Eclipse Web Site.   [2018-01-26]. （原始内容存档于2008-08-08）.（英文）
7. ↑  Fred Espenak. . NASA Eclipse Web Site.   [2018-01-26]. （原始内容存档于2020-10-23）.（英文）
8. ↑  Fred Espenak. . NASA Eclipse Web Site.（英文）

## 外部連結
- NASA日食專頁（页面存档备份，存于）（英文）
- 可見區域圖和時間統計：由弗雷德·埃斯佩纳克做出的日食預報，NASA/GSFC
  - Google互動地圖呈現的日食範圍
  - 貝塞爾元素
- Google地圖顯示的日全食、日環食和日偏食範圍（页面存档备份，存于）（法文）（英文）

| \| \| 日食 \|                              |                              |                                            |
| 上一次日食： 2022年10月25日日食 （日偏食） | 2023年4月20日日食 （全環食） | 下一次日食： 2023年10月14日日食 （日環食） |
| 上一次全環食： 2013年11月3日日食           | 2023年4月20日日食 （全環食） | 下一次全環食： 2031年11月14日日食          |
|                                            | 日食                         |                                            |